# Юксель Гаяна Заїрівна
Гаяна Заїрівна Юксель (крим. Gayana Yüksel, нар. 25 травня 1976, м. Чирчик, Ташкентська область, Узбекистан) — українська кримськотатарська журналістка, членкиня Меджлісу кримськотатарського народу (з 2013 року), доцент (з 2016 року), професор (з 2024 року) кафедри журналістики Навчально-наукового Інституту філології та журналістики Таврійського національного університету ім. В. І. Вернадського (м. Київ), кандидат філологічних наук (2007), докторка наук з соціальних комунікацій (2024). 

## Біографічні відомості
Народилася у м. Чирчик Ташкентської області, Узбекистан.
1993 — закінчила із золотою медаллю Джанкойську середню школу № 2, учасник і переможець Кримського Республіканського конкурсу юних ерудитів 1992 року.
1993—1998 — навчалася на відділенні журналістики філологічного факультету Ростовського-на-Дону Державного університету (нині — Південний федеральний університет, РФ). Під час навчання брала участь у студентських проектах, працювала у ростовських газетах «Город N», «Домашняя газета», публікувалася у ростовському випуску газети «Труд-на-Дону».
1998—2003 — працювала в кримському відділенні ТОВ «Український Медіа Холдинг» — виданнях «Теленеделя» (кримський випуск), «Комсомольская правда в Крыму».
З 2003 — викладач Кримського інженерно-педагогічного університету.
2005—2018 — засновник та генеральний директор ТОВ "Агентство «Кримські новини» (QHA).
З 2009 року — старший викладач кафедри кримськотатарської та турецької літератури факультету кримськотатарської та турецької філології Кримського інженерно-педагогічного університету.
2011 — відкрила у Кримському інженерно-педагогічного університеті спеціальність «Журналістика».
З 2012 — доцент Кримського інженерно-педагогічного університету.
З 2016 року — доцент кафедри слов'янської філології та журналістики (з 2023 — кафедра журналістики) Навчально-наукового Інституту філології та журналістики Таврійського національного університету ім. В. І. Вернадського (м. Київ). Викладає дисципліни: «Жанри журналістики: інформаційні», «Жанри журналістики: художньо-публіцистичні», «Медіакритика», «Стратегічні комунікації», «Прикладні медіатехнології».
2017—2018 — відкрила та очолювала «Радіо „Хаят“» (м. Київ).
З 15 жовтня 2020 до 14 жовтня 2022 — докторант Інституту журналістики Київського національного університету імені Тараса Шевченка.
У 2023 році почала працювати доцентом Факультету журналістики Стамбульського університету (Туреччина).

## Політична і громадська діяльність
У 2008 році, як керівник ТОВ «Агентство „Кримські новини“», стала членом Союзу тюркомовних інформаційних агентств (ТКА).
З 2009 року — член Національної спілки журналістів України.
З 2013 року — член Меджлісу кримськотатарського народу, член Президії Меджлісу кримськотатарського народу. Як учасник національного руху кримських татар, виступає за важливість дотримання принципів національного та міжнародного права.
2018—2019 — радник Міністра молоді та спорту України з питань Криму.
У 2019 році балотувалася до Верховної Ради України за списком Партії зелених України.
З 2019 — директор Благодійної організації «Благодійний Фонд „Хаят/Життя“».
З 2021 року — член Колегії Міністерства культури та інформаційної політики України, член Експертної мережі «Кримської платформи».
З 2023 року — член Експертної Ради при Представництві Президента України в Автономній Республіці Крим.
Брала участь у різноманітних зустрічах та заходах, пов'язаних з питаннями захисту територіальної цілісності України, встановленням прав корінних народів України. Серед них зустрічі Всесвітнього Конгресу кримських татар у Латвії, Туреччині, в Раді Європи, зустрічі Організації з безпеки та співробітництва в Європі (ОБСЄ) в Австрії та Польщі, заходи в США, Естонії, Великій Британії, Швеції та ін.
Її діяльність спрямована на захист правової держави, підтримку прав корінних народів, самовизначення та просування демократичних цінностей. Гаяна Юксель провела майже 130 громадських заходів.

## Наукова діяльність
У 2007 року захистила дисертацію кандидата філологічних наук на тему «Кримськотатарська преса 1917—1928 рр.: тенденції розвитку і національна своєрідність».
Доцент (від 2020 р.) Гаяна Юксель — авторка чотирьох монографій (з них 2 — в співавторстві), понад 80 публікацій (наукові статті та тези доповідей), брала участь у понад 80 наукових та науково-практичних конференціях, активно публікується в ЗМІ.
У 2024 році захистила дисертацію «Кримська інформаційно-медійна парадигма у контексті окупації Криму (лютий 2014 — лютий 2022 рр.): трансформація медійної сфери та інформаційна політика України», на здобуття наукового ступеня доктора наук із соціальних комунікацій за спеціальністю 27.00.01 — теорія та історія соціальних комунікацій.
Основні напрями досліджень — всесвітня історія, історія ЗМІ, історія журналістики, розвиток Інтернет-журналістики, сучасна публіцистика, теорія інформації та комунікації, жанри, теорія журналістики, сучасні кримські ЗМІ, Інтернет-ресурси, соціальні комунікації, проблеми корінних народів.

### Монографії
- Кримськотатарські студії. Навчальний посібник для студентів вищих навчальних закладів / Л. С. Бекірова, І. А. Керімов, Е. Ш. Меметова, П. Є. Таран, М. А. Хайруддинов, С. П. Шендрікова, Г. З. Юксель / за ред. І. М. Мельник. — К. : Видавничий дім Дмитра Бураго, 2012. — 268 с.
- Юксель Г. З. Крымскотатарская пресса конца 1910-х — начала 1930-х годов: организационно-функциональный и идейно-содержательный аспекты. — Симферополь: КРП: "Издательство «Крымучпедгиз», 2014. — 170 с.
- Юксель Г. Кримськотатарська політична думка: історична ретроспектива та сучасні реалії // Політична наука в Україні. 1991—2016: у 2 т. — Т 1. Політична наука: західні тренди розвитку й українська специфіка / НАН України, Ін-т політ та етнонац. досліджень ім. І. Кураса: редкол.: член-корр. НАН України О. Рафальський (голова), д-р політ. н. М. Кармазіна та ін.: К.: Парлам. вид-во, 2016. — С. 318—324.
- Юксель Г. З. Кримська інформаційно-медійна парадигма у контексті окупації півострова (лютий 2014 — лютий 2022 рр.) Трансформація медійної сфери та інформаційна політика України. Монографія. — Київ: ТОВ "Видавничий дім «АртЕк», 2023. — 564 с.

## Відзнаки та нагороди
- Почесна грамота ВP AP Крим за внесок у розвиток журналістики (2011).
- Подяка Фонду Марини Порошенко та Міністерства інформаційної політики України за професійну діяльність (2015).
- Подяка Міністерства молоді та спорту України за активну діяльність (2018).
- Подяка Національної Ради України з питань телебачення та радіомовлення (2018).
- Нагорода міжнародної спілки працівників радіо (IRU) (18 червня 2019 року) як керівнику «Агенції „Кримські новини“» та Радіо «Хаят».
- Подяка Прем'єр-міністра України (2021).